# محمد البلوشی
محمد البلوشی (عربی: محمد عبدالله مبارك البلوشي؛ زاده ۲۷ اوت ۱۹۸۹) یک بازیکن فوتبال اهل عمان است.
وی همچنین در تیم ملی فوتبال عمان بازی کرده است.